# Woman vs. Woman
Woman vs. Woman è un cortometraggio muto del 1910 diretto da Bert Haldane e interpretato da Flora Morris.

## Trama
Respinta, una donna vendicativa cerca di rovinare la storia d'amore di sua nipote.

## Produzione
Il film fu prodotto dalla Hepworth.

## Distribuzione
Distribuito dalla Hepworth, il film - un cortometraggio di 160 metri - uscì nelle sale cinematografiche britanniche nel dicembre 1910.
Si conoscono pochi dati del film che, prodotto dalla Hepworth, fu distrutto nel 1924 dallo stesso produttore, Cecil M. Hepworth. Fallito, in gravissime difficoltà finanziarie, il produttore pensò in questo modo di poter almeno recuperare il nitrato d'argento della pellicola.